# Braian Cufré
Braian Cufré, né le 15 décembre 1996 à Mar del Plata en Argentine, est un footballeur argentin. Il peut jouer sur tout le flanc gauche, mais principalement en qualité d'arrière gauche à Central Córdoba.

## Biographie

### Vélez Sarsfield
Né à Mar del Plata en Argentine, Braian Cufré est formé dans le club de Vélez Sarsfield. C'est avec ce club qu'il débute en professionnel, lors d'une rencontre face au CA Lanús le 18 octobre 2015. Il est titulaire au poste de milieu gauche, et son équipe s'impose 0-1. Cufré devient un membre important de l'équipe première à partir de l'année 2017.
Le 22 septembre 2018 il marque son premier but en championnat contre le CA Talleres, permettant à son équipe de faire match nul, un but partout.

### RCD Majorque et prêt à Málaga
Le 28 septembre 2020 Braian Cufré tente sa première expérience à l'étranger en prenant la direction de l'Espagne et s'engageant avec le RCD Majorque, club évoluant alors en deuxième division espagnole.
Le 11 août 2021, Braian Cufré est prêté pour une saison au Málaga CF.

### Prêt au New York City FC
Le 3 février 2023, il est de nouveau prêté pour une saison, cette fois-ci au New York City FC, en Major League Soccer.
Cufré inscrit son premier but pour le New York City FC le 1er juin 2023, lors d'une rencontre de MLS face au FC Cincinnati. Titularisé, il ne peut empêcher la défaite de son équipe malgré son but (1-3 score final).

### Retour au Vélez Sarsfield
Le 12 février 2024, Braian Cufré fait son retour au Vélez Sarsfield, qu'il rejoint librement. Il signe un contrat d'un an.